# Blue Monday (Dave Bartholomew)
"Blue Monday" is een nummer geschreven door Dave Bartholomew. Het nummer is voor het eerst opgenomen in 1953 door Smiley Lewis maar met name bekend in de versie van Fats Domino uit 1956. Deze versie werd uitgebracht op Imperial Records (catalogus # 5417).  De baritonsaxofoonsolo is van Herbert Hardesty.
De versie van Fats Domino was te zien in de film The Girl Can't Help It uit 1956, wat bijdroeg tot het succes. Het werd een van de eerste rhythm & bluesnummers die de Amerikaanse hitlijsten haalde. Daar piekte het op de vijfde plek in de Billboard Hot 100 en bereikte het de eerste plek in de R&B Best Sellers-hitlijst. De single bereikte nummer 23 in de UK Singles Chart. "Blue Monday" is opgenomen op de Liberty-albums This Is Fats uit 1957 en Fats Domino Sings 12.000.000 Records uit 1959.
Het nummer is veelvuldig gecoverd. Buddy Holly was een van de eersten die het nummer coverde. Het is daarna ook gecoverd door Cat Stevens, Tim Curry, Bob Seger, Dr. John en Huey Lewis and the News.

## NPO Radio 2 Top 2000
Blue Monday stond alleen in 2000 in de NPO Radio 2 Top 2000, op plek 1419.